# Носонов, Артур Модестович
Артур Модестович Носонов (род. 25 июля 1963 года в Казахстане) — ученый, доктор географических наук, доцент.
Автор более 250 научных и учебно-методических публикаций, из них: 5 монографий, более 10 учебников, учебных и учебно-методических пособий. Профессор кафедры физической и социально-экономической географии Мордовского государственного университета им. Н. П. Огарева.

## Научная деятельность
В 1985 году окончил с отличием естественно-географический факультет Петропавловского педагогического института.
В 1992 г. защитил в МГУ им. М. В. Ломоносова кандидатскую диссертацию на тему: «Экономико-географическое исследование взаимоотношений земледелия и животноводства в разных типах природной среды».
В 2001 г. защитил в МГУ им. М. В. Ломоносова докторскую диссертацию на тему: «Природный потенциал территории и формирование региональных систем сельского хозяйства».
Ученое звание доцента присвоено в 1997 г.
Ученая степень доктора географических наук присвоена в 2002 г.
Участие и руководство грантами Президента РФ, Программы «Университеты России», Программы «Государственная поддержка интеграции высшего образования и фундаментальной науки», Центра фундаментального естествознания, РФФИ, РГНФ, РГО.
Руководство грантами
1. Грант Президента РФ «Теоретическое обоснование эффективности использования природного потенциала для оптимизации сельскохозяйственного производства и природопользования» МД-151.2003.06 (2003—2004).
2. Грант МОНФ «Исторические, природные и социально-экономические предпосылки развития аграрной реформы в России» (1994—1995).
3. Грант Минобразования РФ по программе «Университеты России» «Имитационное моделирование устойчивого развития региональных систем сельского хозяйства» (1998—2000).
4. Грант РФФИ «Теоретическое обоснование комплексного районирования сельской местности для оптимизации использования природного агропотенциала» (2001—2003) № 01-06-80040-а.
5. Грант РФФИ «Издание монографии „Территориальные системы сельского хозяйства (экономико-географические аспекты исследования)“» № 01-06-87051-д (2001—2002).
6. Грант Правительства Республики Мордовия «Организация и проведение международной научной конференции „Географические исследования территориальных систем природной среды и общества“» (2004).
7. Грант РФФИ «Математическое и компьютерное моделирование экономических циклов в сельском хозяйстве» № 11-06-00177-а (2011—2012).
8. Грант РФФИ «Математическое и геоинформационное моделирование инновационного развития сельского хозяйства» № 13-06-00200-а (2013—2014).
9. Грант РФФИ «Пространственно-временные закономерности инновационного развития сельского хозяйства регионов России» № 19-05-00066 (2019—2020).
Выпускник Президентской программы подготовки управленческих кадров (2013). Программа «Менеджмент в сфере инноваций», тип «Управление инновациями в корпорациях».
Сфера научных интересов: теория и методология географии, география сельского хозяйства, экономическая цикличность, моделирование социально-экономических явлений и процессов, региональная экономика, инновационное развитие, геоинформационные технологии. Высокий уровень цитируемости.

Библиография

### Учебники и учебные пособия
Носонов А. М. Использование природных ресурсов и охрана природы: учеб. пособие / А. М. Носонов, М. М. Голубчик, В. П. Ковшов. — Саранск: Изд-во Мордов. ун-та, 1996. — 228 с. (с грифом Госкомтета по образования РФ).
Носонов А. М. Экономическая и социальная география (основы науки): учебник / А. М. Носонов, М. М. Голубчик, Э. Л. Файбусович, С. В. Макар. — М.: ВЛАДОС, 2004. — 400 с. (с грифом Министерства образования РФ).
Носонов А. М. Социально-экономическая география. 2-е изд., испр. и доп. Учебник для вузов / А. М. Носонов, М. М. Голубчик, Э. Л. Файбусович, С. В. Макар. — М.: ЮРАЙТ, 2020. — 475 с. (с грифом УМО высшего образования РФ).
Носонов А. М. Теория и методология географической науки: учебн. пособие / А. М. Носонов, М. М. Голубчик, С. П. Евдокимов, Г. Н. Максимов. — М.: ВЛАДОС, 2005. — 463 с. (с грифом УМО университетов РФ).
Носонов А. М. Теория и методология географической науки. 2-е изд., испр. и доп. Учебник для бакалавриата и магистратуры / А. М. Носонов, М. М. Голубчик, С. П. Евдокимов, С. В. Макар, Г. Н. Максимов. — М.: ЮРАЙТ, 2020. — 409 с. (с грифом УМО высшего образования РФ).

### Монографии
Носонов А. М. Земледелие и животноводство Европейской России: эволюция, территориальная концентрация и эффективность. Саранск: Изд-во Мордов. ун-та, 1997. 124 с.
Носонов А. М. Территориальные системы сельского хозяйства (экономико-географические аспекты исследования). М.: Янус-К, 2001. 324 с.
Носонов А. М., Ковшов В. П. Теория и методология исследования природного агропотенциала территории. Саранск: «Референт», 2005. 144 с.

### Научные публикации
Носонов А. М. Аспекты устойчивого развития агроэкосистем // Экономика сельского хозяйства России. 1996. № 5. С. 22.
Носонов А. М., Крючков В. Г. Методические аспекты экономико-географического изучения взаимоотношений земледелия и животноводства // Вестн. Моск. ун-та, сер. геогр., 1993, № 1. С. 40-49.
Носонов А. М. Исторические, природные и социально-экономические предпосылки развития аграрной реформы в России // Проблемы перехода России к рыночной экономике. Сб. работ авторов, получивших гранты МО РНФ и Фонда Форда. Вып. V. М., 1996. С. 21-54.
Носонов А. М. Формирование производственных типов сельского хозяйства в Мордовии // Вестник Московского университета. Сер. 5. География, М., 2000. № 1. С.60-64.
Носонов А. М., Голубчик М. М., Ковшов В. П. Критерии экологической оценки устойчивости экономического развития региона // Вестн. Мордов. ун-та, 1996, № 1. С. 35-40.
Носонов А. М. Основные направления региональных исследований // Псковский регионологический журнал. — 2008. — № 6 — С. 3-9.
Носонов А. М. Формирование и развитие научных географических школ в XIX — начале XX в. // Актуальные проблемы географии и геоэкологии. 2008. — № 1.
Носонов А. М. Теории пространственного развития в социально-экономической географии // Псковский регионологический журнал. — 2011. — № 11 — С. 3-16.
Носонов А. М. Проблемы и перспективы развития сельского хозяйства в рамках единого экономического пространства // Таможенный союз: наука и образование без границ: матер. Междунар. науч.-практ. симпозиума, г. Петропавловск, 12-13 октября 2012 г. Петропавловск: СКГУ им. М. Козыбаева, 2012. С. 140—145.
Носонов А. М., Куликов Н. Д. Региональный природный агропотенциал как основа сельскохозяйственного производства // Национальные интересы: приоритеты и безопасность. 2011. — № 39(132). С. 15-24.
Носонов А. М., Ямашкин А. А. Циклическое развитие региональных систем сельского хозяйства // ЭТАП: Экономическая теория, анализ, практика. 2011. — № 3. С. 38-50.
Носонов А. М. Природный агропотенциал как основа продовольственной безопасности России // Национальные интересы: приоритеты и безопасность. 2012. — № 38(179). С. 2-13.
Носонов А. М. Моделирование развития региональных систем сельского хозяйства Республики Мордовия // Экономика региона. 2012. — № 3(31). С. 205—211.
Носонов А. М. Агрогеосистемы как объект географических исследований // Известия Смоленского государственного университета. 2012. — № 3(19). С. 319—330.
Носонов А. М. Концептуальные основы циклического развития // Псковский регионологический журнал. 2012. — № 14. С. 36-47.
Носонов А. М., Куликов Н. Д. Циклическое развитие сельского хозяйства как основа продовольственной безопасности России // ЭТАП: Экономическая теория, анализ, практика. 2012. — № 6.